# Cafayate (Salta)
Cafayate is een plaats in het Argentijnse bestuurlijke gebied Cafayate in de provincie Salta. De plaats telde 14.850 inwoners in 2010.
De stad werd gesticht in het begin van de 19de eeuw, maar kon begin 20ste eeuw sterk groeien, dankzij de groeiende wijnindustrie. In het gebied heersen ideale klimatologische omstandigheden voor de druiventeelt: weinig regen, veel zon overdag en frisse nachttemperaturen, plus de aanwezigheid van water. Men kweekt er voornamelijk de torrontés druif.

## Galerie

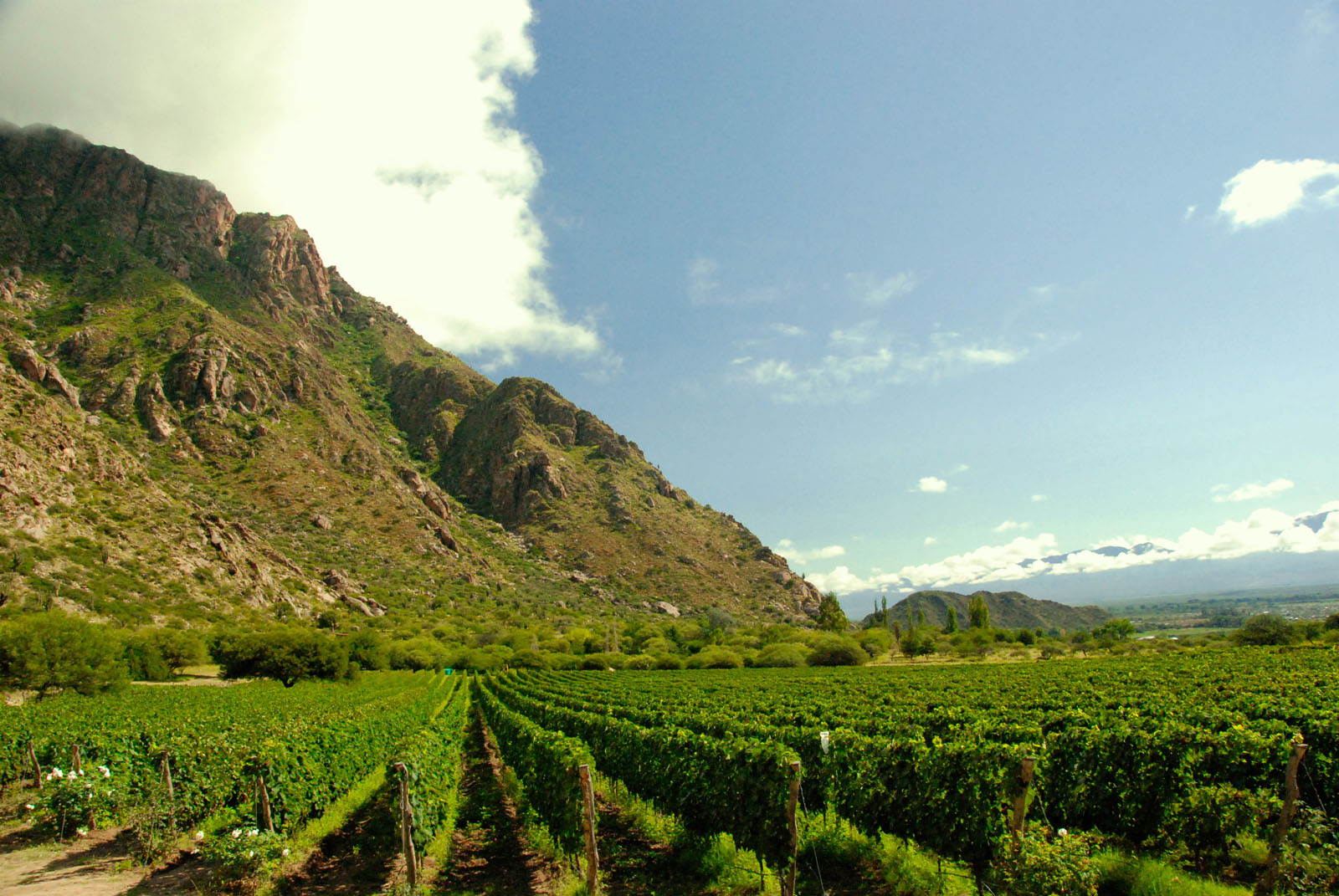
Cafayate
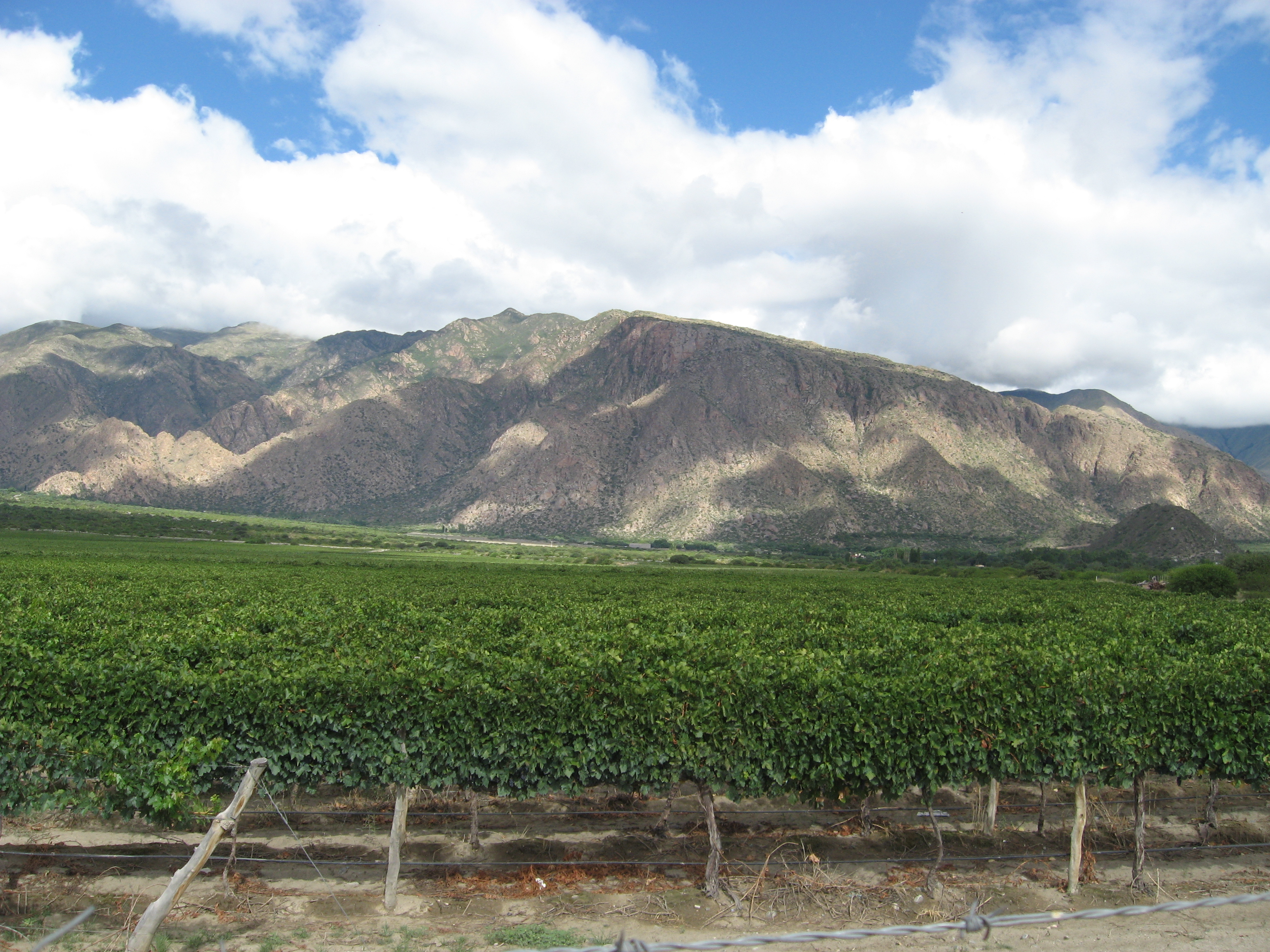
Cafayate
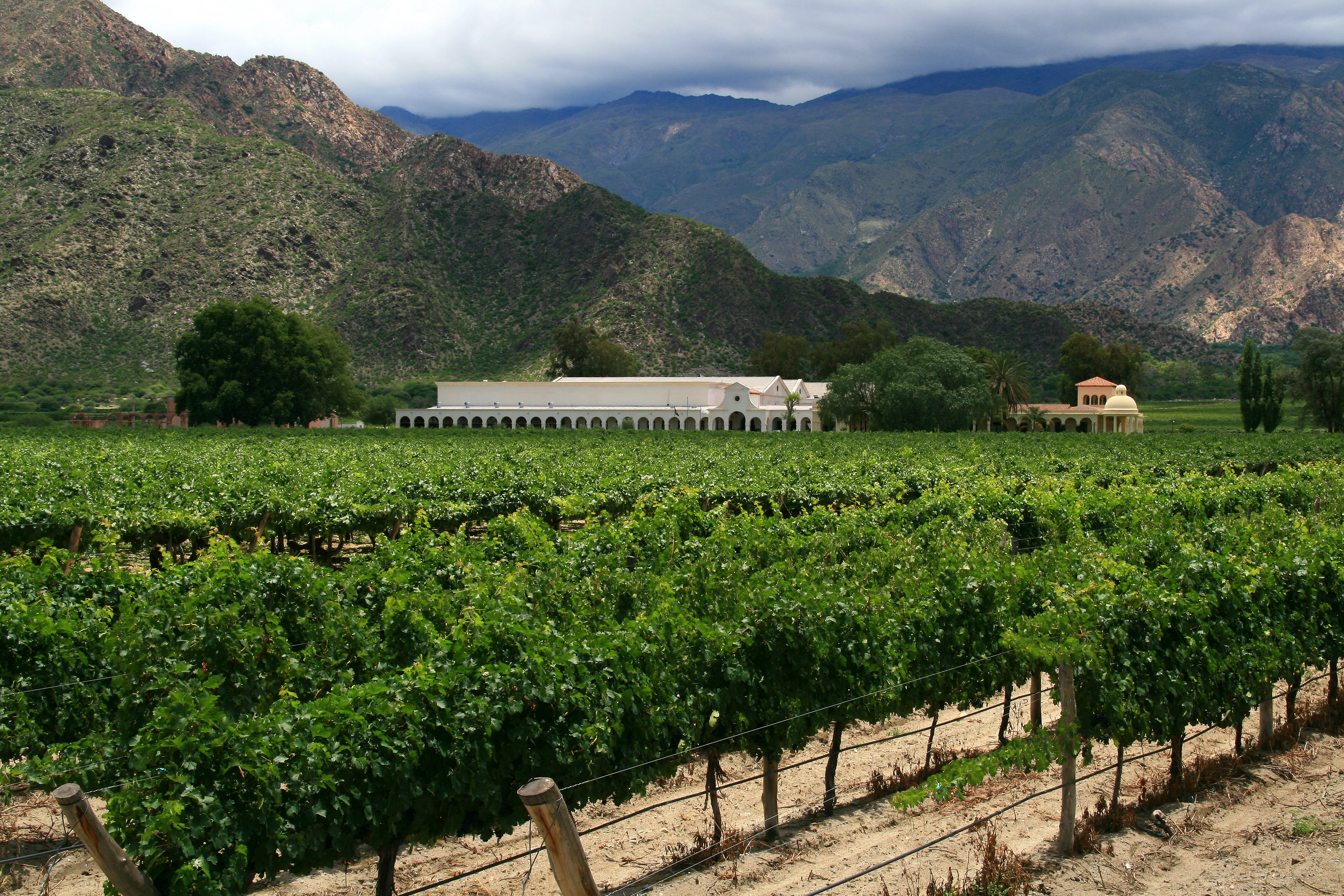
Cafayate
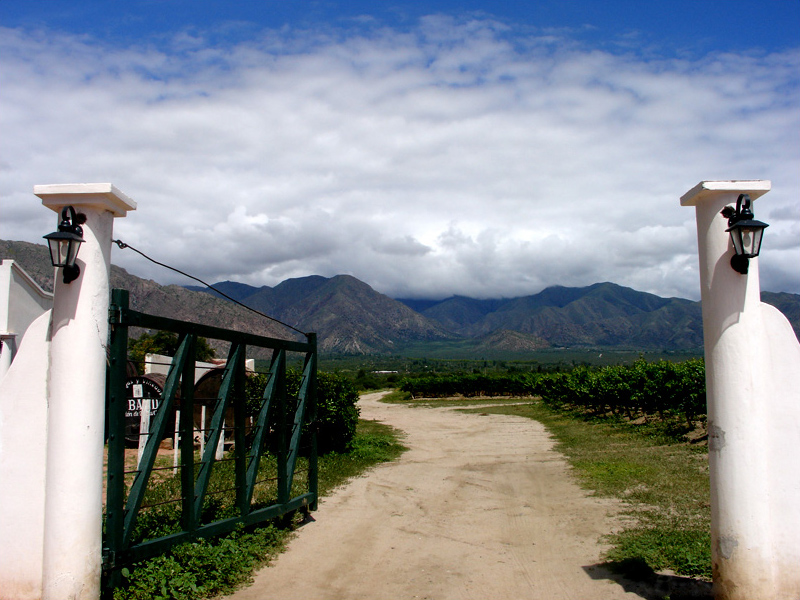
Cafayate
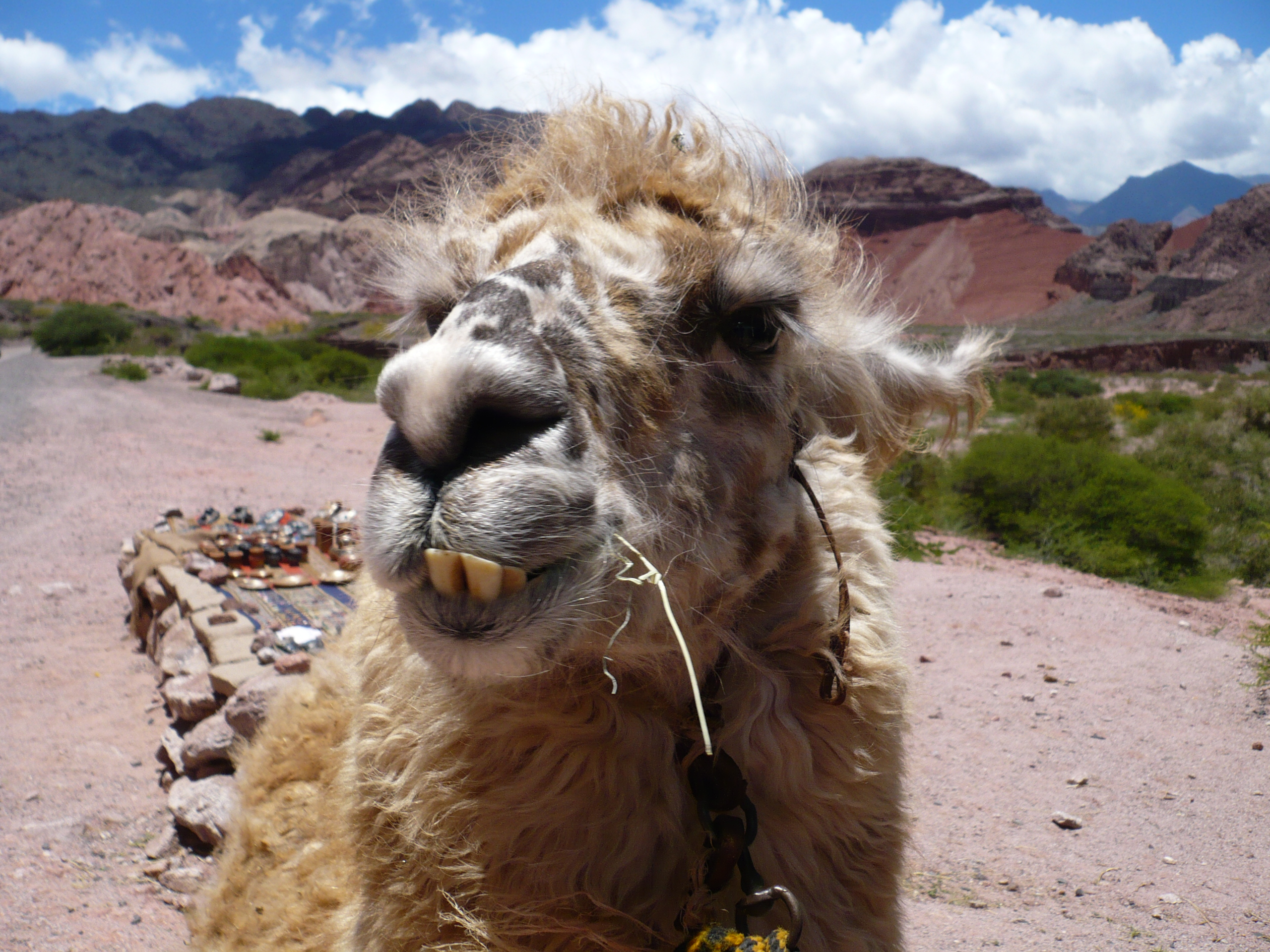
Quebrada de Cafayate
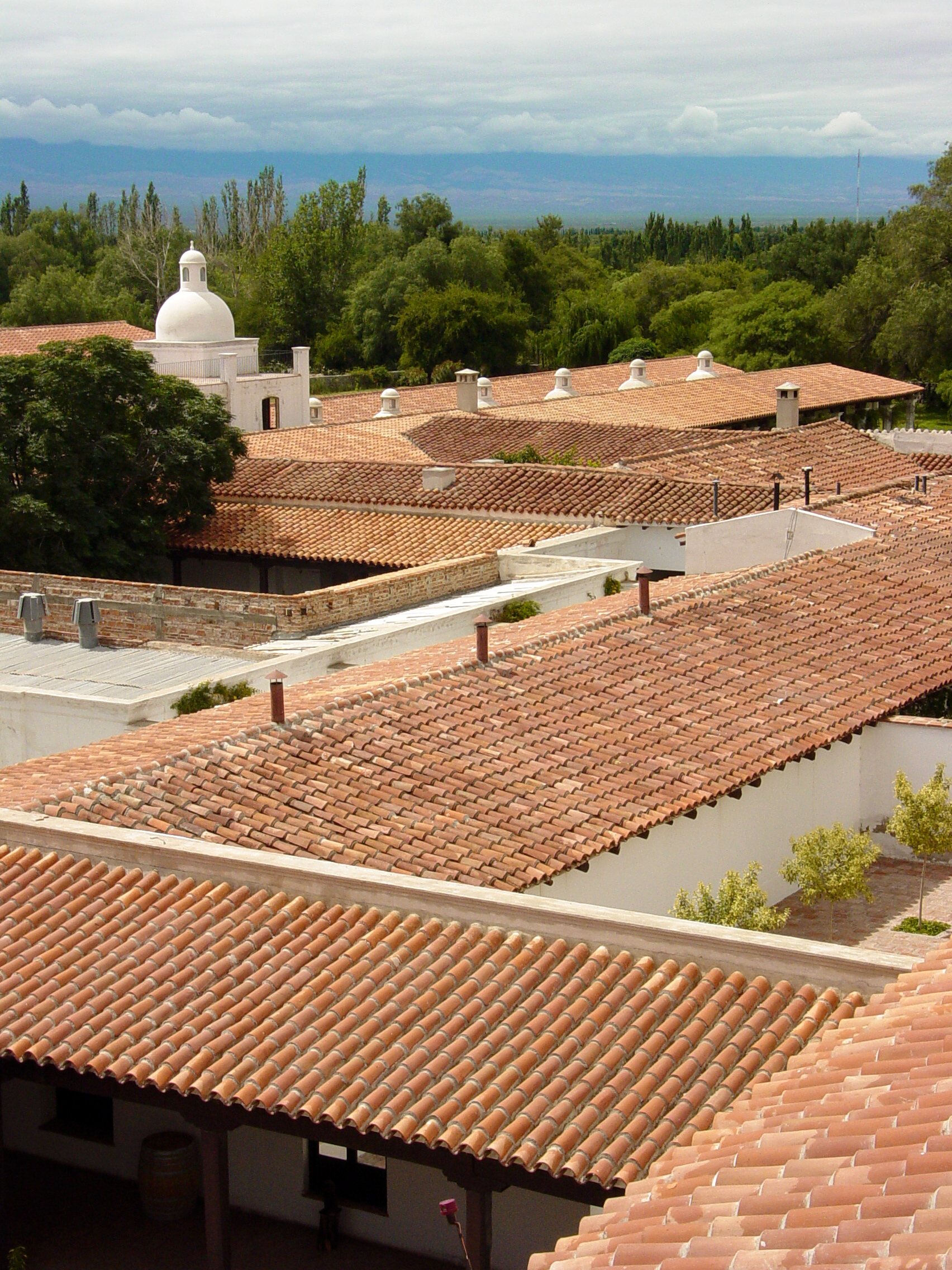
Cafayate
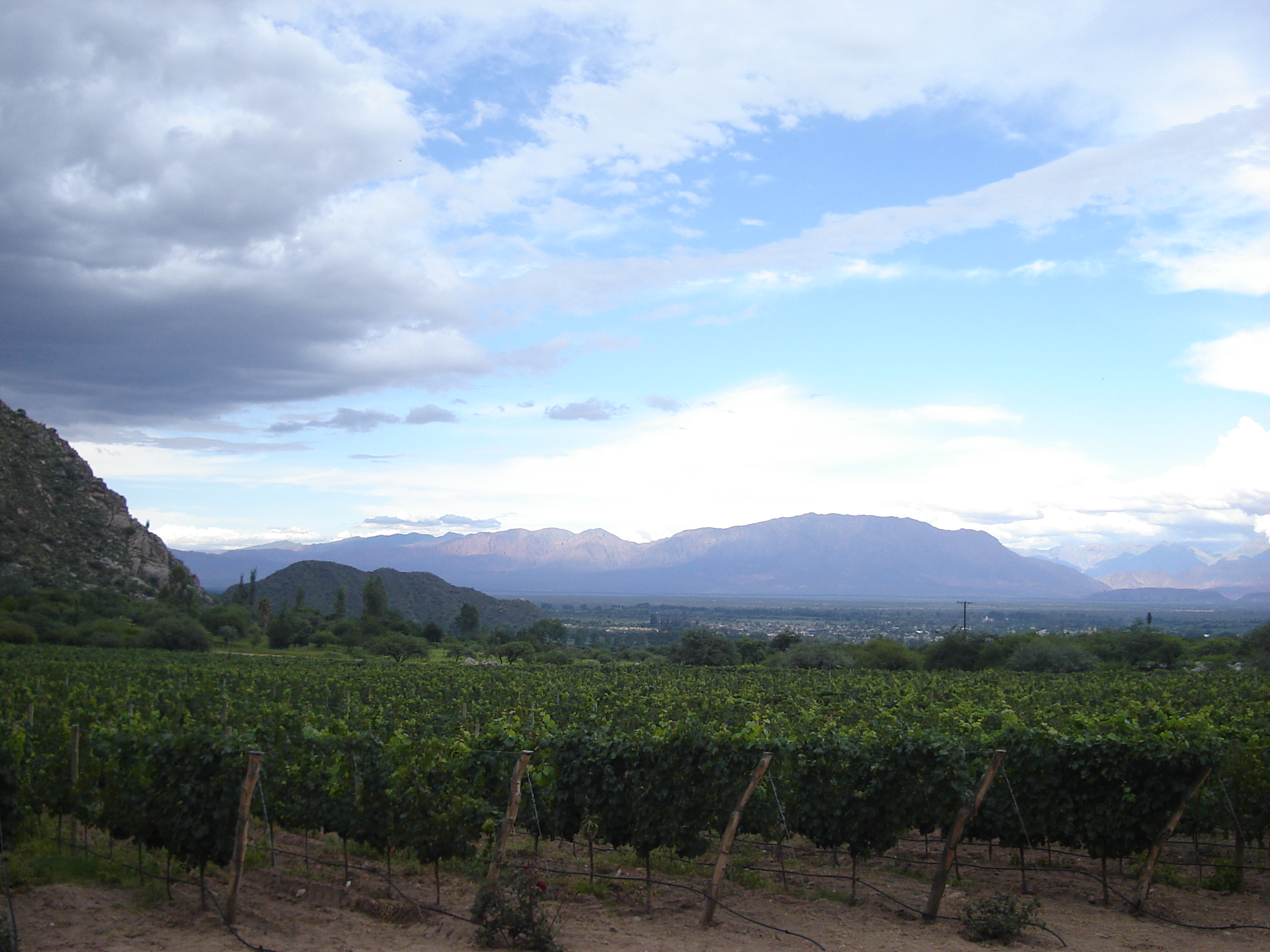
Cafayate
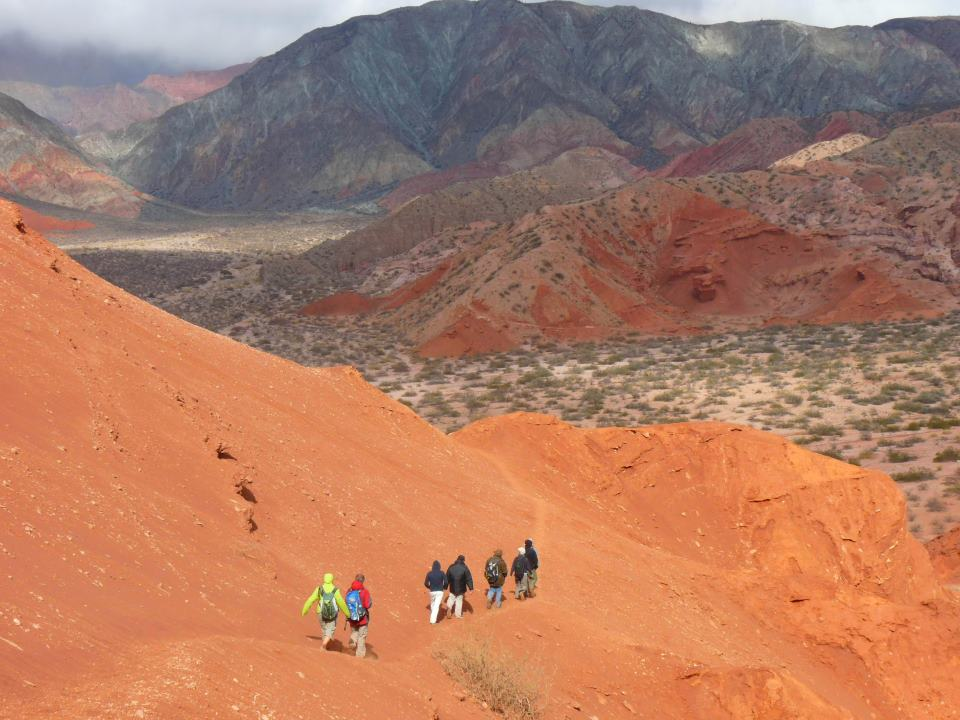
Cafayate
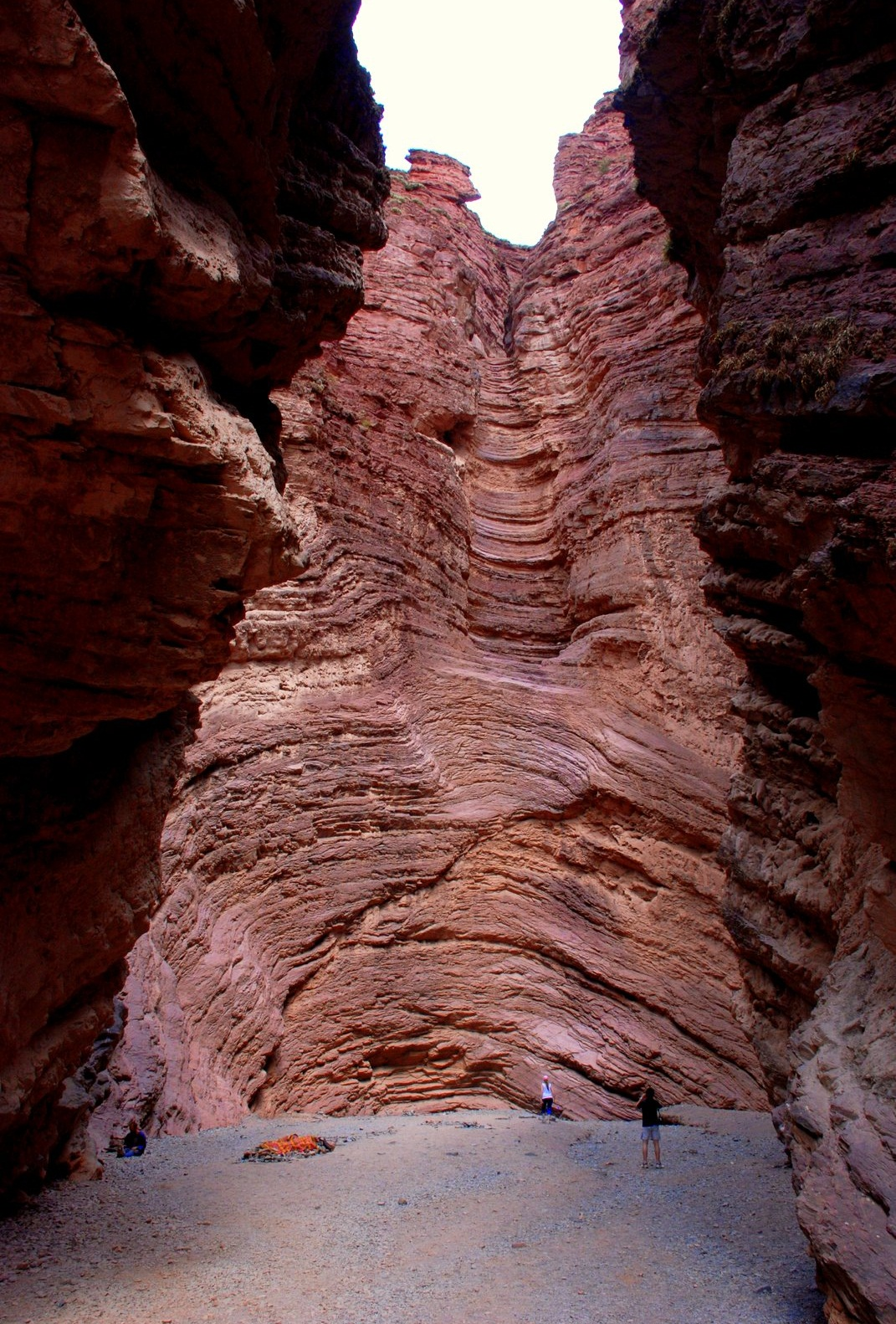
Cafayate
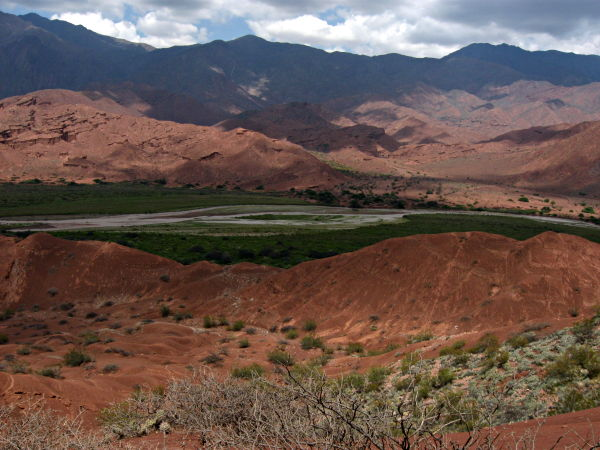
Cafayate
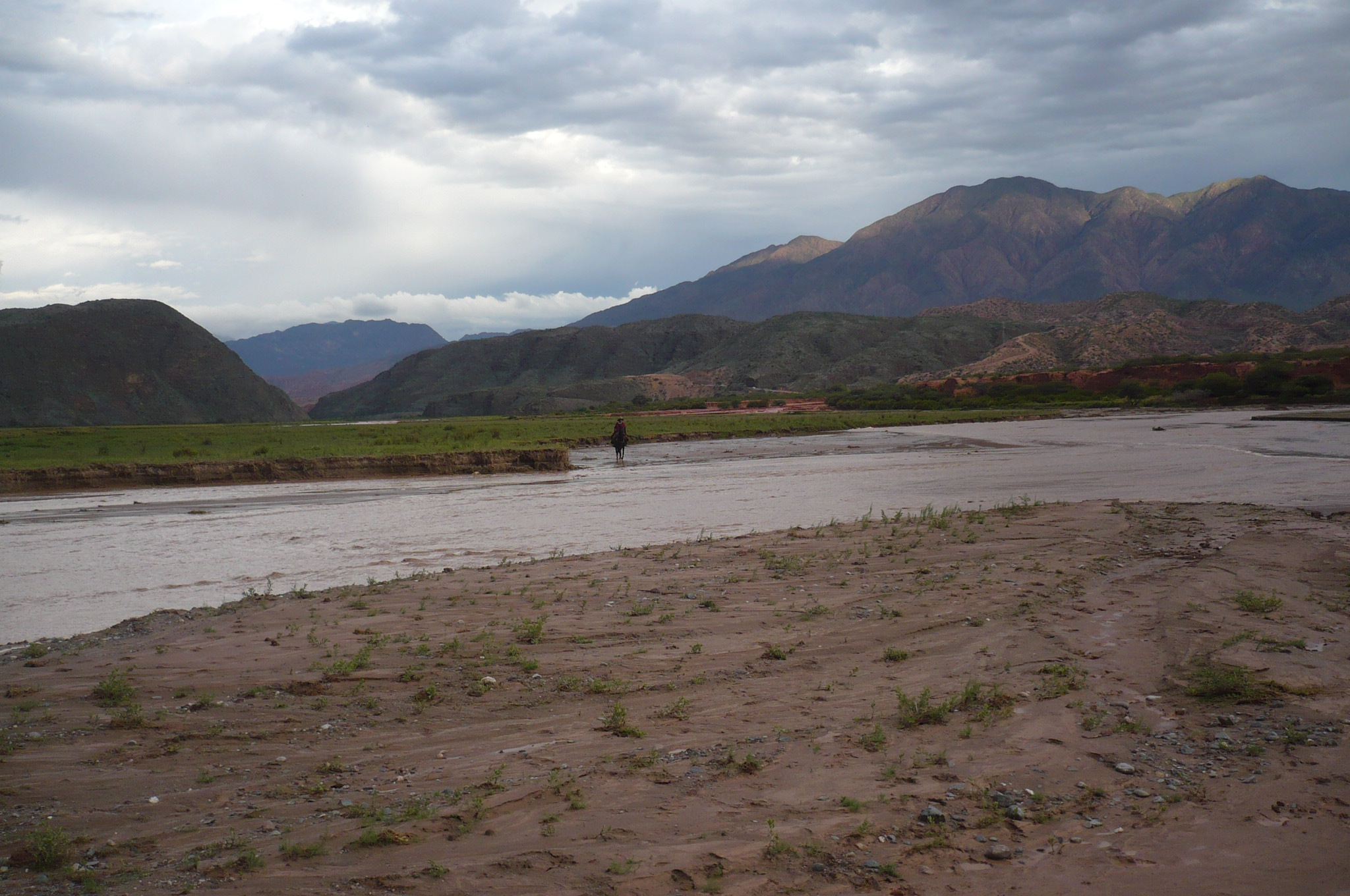
Las Juntas, Cafayate